# Philippe Guillemet
Pour les articles homonymes, voir Guillemet (homonymie).
Philippe Guillemet, né le 9 octobre 1963 à Châtellerault, est un footballeur français.

## Biographie

### Carrière de joueur
Philippe Guillemet commence sa carrière à Vicq-sur-Gartempe, puis rejoint Châtellerault en cadets nationaux. Alors attaquant, il arrive avec son coéquipier châtelleraudais Laurent Chatrefoux au centre de formation du Stade Lavallois, dirigé par Bernard Maligorne. Il est aussitôt appelé en équipe de France juniors pour un stage de présélection à Vichy, auquel participe également Bernard Lama. En avril 1981 il est membre de l'équipe de France juniors A2. Aspirant dans un premier temps, puis stagiaire à partir de 1982, il restera cinq saisons à Laval. Sous la houlette de Michel Le Milinaire, il remporte la Coupe d'été en 1982, à 18 ans, et fait ses débuts en première division quelques mois plus tard. Il ne devient pas professionnel à Laval et poursuit en troisième et seconde divisions à Angoulême, Clermont-Ferrand et Le Puy.

### Reconversion
Philippe Guillemet est titulaire d'un DESJEPS mention football, qui permet d'entraîner une équipe de niveau N2 ou N3, ou une équipe jeune dans un centre de formation. En 2002 il suit au CTNFS de Clairefontaine la préparation au certificat de formateur, qui permet de diriger un centre de formation ou de préformation fédéral. Il obtient le diplôme en mars 2003.
Après sa carrière de joueur, il est responsable du centre de formation de l'ASOA Valence de 1993 à 2005. En 2005-2006 il participe à « Dix mois vers l'emploi », programme développé par l'UNECATEF à destination des entraîneurs sans club. Il est ensuite entraîneur des jeunes U15 de l'AS Saint-Étienne à partir de 2006.
Il est directeur du centre de formation de l'ASSE de 2016 à 2021.

## Palmarès
- Vainqueur de la Coupe d'été en 1982 avec le Stade lavallois